# Peggy Sue

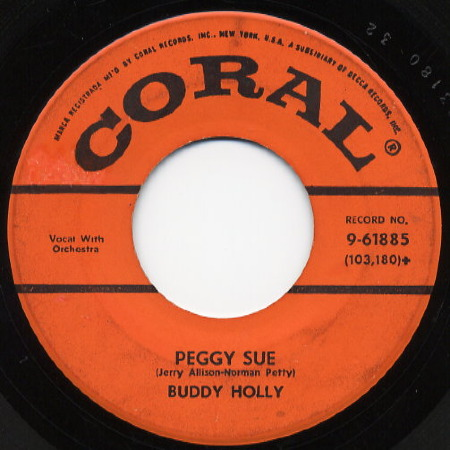
Vinylová nahrávka písně Peggy Sue.

„Peggy Sue“ je píseň amerického zpěváka Buddyho Hollyho, jenž ji napsal společně s Jerrym Allisonem a Normanem Pettym. Původně byli jako autoři písně uvedeni Allison a Petty, Holly byl jako spoluautor uváděn až po své smrti. Poprvé vyšla v červenci 1957 jako singl (vydavatelství Coral Records). V hitparádě Billboard Top 100 se singl umístil na třetím místě. Následujícího roku vyšla jako součást alba Buddy Holly. Časopis Rolling Stone píseň v roce 2010 zařadil na 197. příčku žebříčku 500 nejlepších písní všech dob.